# Parapallene spinosa
Parapallene spinosa là một loài nhện biển trong họ Callipallenidae. Loài này thuộc chi Parapallene. Parapallene spinosa được miêu tả khoa học năm 1902 bởi Mobius.